# Jörn Reuß
Jörn Reuß (né le 12 juillet 1968 à Berlin) est un coureur cycliste allemand, professionnel de 1997 à 2004. Après sa carrière, il continue de courir en catégorie masters. Il est ainsi champion d'Allemagne sur route en 2011 et 2013, vice-champion d'Europe du contre-la-montre et remporte la cyclosportive du Velothon Berlin.

## Palmarès
- 1992
  - Tour de Saxe
  - 2e du Tour de Thuringe
- 1993
  - 5e étape du Tour de Bavière
  - Rund um den Kurpark
  - 2e du Tour de Bohême
- 1994
  - 4e étape du Tour d'Hawaii
  - Tour du Sachsenring
  - 2e du Tour de Hesse
  - 3e du championnat d'Allemagne du contre-la-montre par équipes
  - 3e du Tour d'Hawaii
- 1995
  - Tour de Rhénanie-Palatinat
  - 4e étape de la Cinturón a Mallorca
  - Tour de Taïwan :
    - Classement général
    - Une étape
- 1996
  - 4e étape secteur A du Tour de Basse-Saxe (contre-la-montre par équipes)
- 1999
  - Tour de Saxe
  - 2e du championnat d'Allemagne de course de côte
- 2002
  - Champion d'Allemagne de course de côte